# Колібрі куцохвостий
Колі́брі куцохвостий (Myrmia micrura) — вид серпокрильцеподібних птахів родини колібрієвих (Trochilidae). Мешкає в Еквадорі і Перу. Це єдиний представник монотипового роду Куцохвостий колібрі (Myrmia).

## Опис
Довжина куцохвостого колібрі становить 6 см, враховуючи дуже короткий, дещо вигнутий дзьоб довжиною 23 мм, а його вага становить 2,3 г. Разом з рубіновогорлим колібрі-іскринкою це один з найменших птахів Південної Америки, хоча малий колібрі-іскринка є ненабагато більший за них. У самців верхня частина тіла блідо-зелена, блискуча, на задній частині спини з боків у них білі плями. Горло фіолетове-блискуче, окаймлене білими "вусами" і білою смугою на грудях, яка продовжується на шиї з боків. Решта нижньої частини тіла біла. Хвіст дуже короткий, чорний, центральні стернові пера зелені. У самиць райдужна пляма на горлі відсутня, нижня частина тіла у них блідо-охриста або білувато-коричнювата, крайні стернові пера у них мать білі кінчики, білі плями на спині відсутні.

## Поширення і екологія
Куцохвості колібрі мешкають на південному заході Еквадору (на південь від Національного парка Мачалілья в департаменті Манабі) і на північному заході Перу (на південь до Ла-Лібертада). Вони живуть в сухих чагарникових заростях і в садах. Зустрічаються на висоті до 200 м над рівнем моря, в Еквадорі місцями на висоті до 800 м над рівнем моря, в Перу місцями на висоті до 1200 м над рівнем моря. Живляться нектаром різноманітних квітучих рослин, яких шукають переважно біля землі, а також дрібними безхребетними. В Еквадорі сезон розмноження триває з березня по травень, в Перу з червня по жовтень. Самці виконують демонстраційні польоти, описуючи в повітрі півкільця. Гніздо невелике, робиться з рослинного пуху і павутиння, розміщується в розвилці між гілками, на висоті від 0,6 до 2,6 м над землею. В кладці 2 яйця. Інкубаційний період триває 15-16 днів, пташенята покидають гніздо через 22-232 дні після вилуплення.